# Antipalus weinbergae
Antipalus weinbergae là một loài ruồi trong họ Asilidae. Antipalus weinbergae được Moucha & Hradský miêu tả năm 1966. Loài này phân bố ở vùng Cổ Bắc giới.